# Collodictyon
Collodictyon — рід одноклітинних еукаріот родини Collodictyonidae класу Diphyllatea.

## Опис
Представники роду Collodictyon досягають 30-50 мкм в довжину. Вони можуть випускати широкі псевдоподії і мають 4 джгутика рівної довжини, а також вентральную борозенку, яка служить для харчування і ділить поздовжньо клітину на дві половини. З боків борозенка підтримується корінцями мікротрубочок. Відсутня целюлозна клітинна стінка, хлоропласти і стигми, проте в цитоплазмі міститься багато вакуолей. Форма клітини може бути різною, але найчастіше вона оберненояйцеподібна або еліпсоїдна. Бічні стінки клітини можуть мати кутові потовщення, що сходяться у широкій, усіченій вершині. До заднього краю межі клітини звужуються, вони несуть 1-3 частки або просто закруглені. Тут утворюються псевдоподії. Ядро, як правило, лежить в задній половині клітини. Мітохондрії мають трубчасті кристи. Присутні підковоподібні диктіосоми.
Клітини Collodictyon діляться закритим мітозом, при якому ядерна оболонка не руйнується. Кількість хромосом — 7 або 8.

## Спосіб життя
Представники Collodictyon є хижаками і живляться іншими одноклітинними організмами, в тому числі водоростями. Їжа спрямовується до вентральної борозенки за допомогою джгутиків і псевдоподій. Є свідчення, що при нестачі поживних речовин вони можуть поїдати один одного.

## Класифікація
Тривалий час з'ясувати належність родини до таксона вищого рангу не вдавалося. Загалом така ситуація не є винятковою для одноклітинних, і подібні еволюційні лінії стали називати «лініями-сиротами» (англ. «orphan» lineages). 2018 року дослідники за молекулярно-генетичними даними виявили, що кілька таких ліній, які раніше вважали неспорідненими, утворюють досить високорівневу групу. Група отримала назву CRuM